# Монумент Михаила-Архангела (Сочи)
Монуме́нт Михаи́ла-Арха́нгела — монументальная колонна со скульптурой Архангела Михаила, главы Небесного воинства, покровителя города Сочи. Расположен на эспланаде Курортного проспекта в Центральном районе города Сочи, Краснодарский край, Россия.

## Описание
Скульптура высотой 7 метров отлита из бронзы. Монумент выполнен по проекту архитектора Сергея Сухорукова и скульптора Владимира Зеленко, отлит на белорусском предприятии «Отменное литьё». Основанием скульптуре послужил пятиметровый подиум из красного гранита и двадцатиметровая железобетонная колонна. Монумент установлен 10 мая 2006. На постаменте бронзовая табличка со словами:
Установлен по повелению градоначальника града Сочи Виктора Викторовича Колодяжного в 2006 году от Рождества Христова
Архангел Михаил является покровителем города Сочи. Так как престол главного собора города — Собора Михаила-Архангела — посвящён этому святому. Памятник расположен на эспланаде.

## История
Монумент установлен недалеко от места захоронения русских солдат, погибших при защите форта Александрия — цитадели современного города Сочи.